# Jonathan Torres
Jonathan Torres, (nascido nos Estados Unidos no dia 2 de setembro de 1989) mais conhecido como "JT", Torres é um praticante americano de jiu-jitsu brasileiro e lutador de grappling. Ele é reconhecido por diversas conquistas competitivas alcançadas tanto antes quanto após sua promoção à faixa-preta.
Embora tenha obtido várias vitórias em competições com quimono, Torres destacou-se especialmente em eventos submission connquistando múltiplos campeonatos internacionais.

## Início da Vida e Antecedentes
Jonathan Torres nasceu em 2 de setembro de 1989, em Nova Iorque, Estados Unidos, de ascendência porto-riquenha. Em março de 2013, Torres deixou a Team Lloyd Irvin [en] e ingressou na  Atos Jiu-Jitsu. Ele iniciou sua trajetória nas artes marciais ainda jovem com caratê, alcançando a faixa-preta antes do ensino médio. Insatisfeito com o caratê, Torres migrou para o jiu-jitsu brasileiro na adolescência ao descobrir um pequeno programa de BJJ em sua antiga escola de caratê. Demonstrando talento natural, ele obteve a faixa-azul em apenas seis meses sob seu primeiro instrutor, antes de passar a treinar com Louis Vintaloro na Performance BJJ, em Nova Jersey. Com Vintaloro, Torres avançou rapidamente, recebendo as faixas roxa e marrom em menos de três anos e vencendo o Campeonato Pan-Americano de Jiu-Jitsu da IBJJF duas vezes como faixa inferior. Buscando um ambiente mais competitivo, Torres ingressou na Team Lloyd Irvin, em Maryland, em 2009, onde foi promovido à faixa-preta no mesmo ano por Lloyd Irvin [en].

## Carreira no Grappling
Em março de 2013, Torres deixou a Team Lloyd Irvin e juntou-se à  Atos Jiu-Jitsu.
Torres competiu na divisão até 77 kg do Campeonato Mundial da ADCC de 2022, derrotando Kenta Iwamoto na rodada inicial e perdendo para PJ Barch nas quartas de final.

### Transições de Equipe
Quando Torres deixou a Team Lloyd Irvin em meio a controvérsias envolvendo a equipe e ingressou na Atos Jiu-Jitsu em San Diego, Califórnia, sob a orientação de André Galvão, isso marcou um ponto de virada significativo em sua carreira, alinhando-o a uma das equipes mais bem-sucedidas do jiu-jitsu moderno. Treinando ao lado de grapplers de elite como Keenan Cornelius [en], Torres aprimorou suas habilidades e elevou seu desempenho no cenário internacional.

### Início da Carreira como Faixa-Preta
Como faixa-preta, Torres rapidamente se destacou. Em 2011, ele venceu as seletivas norte-americanas da ADCC, qualificando-se para seu primeiro Campeonato Mundial da ADCC em Nottingham, Inglaterra, onde chegou às quartas de final. Em 2013, conquistou a medalha de bronze no Campeonato Mundial da ADCC em Pequim, China. No mesmo ano, ele ganhou seu primeiro título no Campeonato Mundial de Jiu-Jitsu No-Gi IBJJF, derrotando Marcelo Mafra na final. Em 22 de novembro de 2014, Torres enfrentou o ex-campeão dos meio-médios do UFC, Rory MacDonald, em uma superluta de grappling no Metamoris V. Apesar da desvantagem de 18 kg, o combate terminou em empate, evidenciando sua capacidade de enfrentar oponentes maiores.

### Sucesso na ADCC
Torres alcançou o auge do grappling sem quimono ao vencer o Campeonato Mundial da ADCC na divisão até 77 kg em 2017 e 2019. Em 2017, realizado em Espoo, Finlândia, ele derrotou o pentacampeão mundial da IBJJF  Lucas Lepri em uma final de 30 minutos, tornando-se o primeiro americano a vencer essa divisão na história da ADCC. Ele repetiu o feito em 2019, em Anaheim, Califórnia, consolidando sua posição como um dos principais grapplers do mundo.

### Campeonato Mundial da ADCC 2022
Torres competiu na divisão até 77 kg do Campeonato Mundial da ADCC de 2022 em Las Vegas, Nevada. Ele derrotou Kenta Iwamoto na rodada inicial, mas perdeu para PJ Barch, do 10th Planet Jiu-Jitsu, nas quartas de final, encerrando sua busca por um terceiro título consecutivo.

### 2023
Torres foi escalado para enfrentar Magid Hage no Who's Number One [en] em 25 de fevereiro de 2023. Ele venceu a luta por decisão unânime. Em seguida, participou do IBJJF Chicago Open, nos dias 29 e 30 de abril de 2023, onde conquistou a medalha de ouro na divisão de peso médio com quimono. Torres competiu no IBJJF New York Open 2023, em 5 de agosto, e ganhou o ouro na divisão Master 1 de peso médio.
Torres participou do IBJJF Master World Championship em 2 de setembro de 2023, onde conquistou a medalha de prata na divisão Master 1 de peso leve.

### 2024
Torres competiu no IBJJF New York Spring Open 2024, em 7 de abril, conquistando a medalha de prata na divisão de peso médio com quimono.
Torres enfrentou Nicky Ryan em uma superluta de peso meio-médio no Who's Number One 23, em 10 de maio de 2024. Ele perdeu a luta por finalização.
Torres recebeu um convite para competir na divisão até 77 kg do Campeonato Mundial da ADCC de 2024, realizado nos dias 17 e 18 de agosto de 2024. Ele finalizou Alexandre de Jesus na rodada inicial e perdeu para Elijah Dorsey por pontos nas quartas de final.

## Carreira como Instrutor e Legado
Em 2016, Torres fundou a Essential Jiu-Jitsu, uma academia afiliada à Atos, em White Plains, Nova Iorque, onde atua como instrutor principal. Equilibrando sua carreira competitiva com o ensino, ele formou uma nova geração de grapplers e consolidou sua reputação como um dos principais técnicos de BJJ da Costa Leste americana. Sua academia é amplamente respeitada por sua instrução técnica e ambiente de treinamento competitivo. Torres também contribuiu para o esporte por meio de conteúdos instrucionais, lançando DVDs e tutoriais online focados em passagem de guarda, controle das costas e técnicas de finalização, reforçando sua influência na comunidade do jiu-jitsu.

## Vida Pessoal
Torres reside em Nova Iorque e é conhecido por seu estilo de vida disciplinado, frequentemente citando seu lema, "Trabalho duro funciona!", como a chave de seu sucesso. Fora do grappling, ele leva uma vida reservada, preferindo prazeres simples como assistir filmes e comer cheesesteaks de Filadélfia a uma vida noturna agitada.

## Conquistas Competitivas
- Campeonato Mundial da ADCC: Ouro (2017, 2019), Bronze (2013)[37]
- Campeonato Mundial de Jiu-Jitsu No-Gi IBJJF: Ouro (2013)[38]
- Campeonato Pan-Americano da IBJJF: Ouro (2015, múltiplos títulos em faixas inferiores)[39]
- Campeonato Europeu da IBJJF: Ouro (2015)[40]
- IBJJF Chicago Open: Ouro (2023, peso médio com quimono)[41]
- BJJF New York Open: Ouro (2023, Master 1 peso médio)[42]
- Campeonato Mundial Master da IBJJF: Prata (2023, Master 1 peso leve)[43]
- IBJJF New York Spring Open: Prata (2024, peso médio com quimono)[44]

## Ver Também
- Tainan Dalpra
- Gabi Pessanha
- Megaton Dias
- Carlos Lemos Júnior
- Carlos Gracie Jr.
- Luiza Monteiro
- Tayane Porfírio
- Fellipe Andrew
- Léo Vieira